# Departamento de Maipo
| Departamento de Maipo     | Departamento de Maipo                |
| ------------------------- | ------------------------------------ |
| Cabecera:                 | Buin                                 |
| Superficie:               | km²                                  |
| Habitantes:               | hab                                  |
| Densidad:                 | hab/km²                              |
| Comunas/ Subdelegaciones: | - Buin - Paine - Pirque (hasta 1929) |
| Ubicación                 |                                      |
|                           |                                      |

| Departamento de Maipo | Departamento de Maipo |
| --------------------- | --- |
| Cabecera:             | Buin (1883) |
| Superficie:           | km² |
| Habitantes:           | hab |
| Densidad:             | hab/km² |
| Subdelegaciones:      | - 1a, Buin - 2a, Maipo - 3a, Linderos - 4a, Viluco - 5a, Valdivia de Paine - 6a, Aculeo - 7a, Hospital - 8a, Paine - 9a, El Escorial - 10a, El Tránsito - 11a, Pirque - 12a, Santa Rita                             |
| Municipalidades:      | - capital departamental: - Buin(1883) - otras municipalidades (1891) - Maipo (1891-1928) - Valdivia de Paine (1891-1928) - Estación de Hospital (1891-1928) - Pirque (189X) - Santa Rita (189X-1928) - Paine (1900) |
| Ubicación             | |
|                       | |

El Departamento de Maipo es una antigua división territorial de Chile, que pertenecía a la Provincia de O'Higgins. La cabecera del departamento fue Buin. Fue creado por el presidente Domingo Santa María, el 10 de diciembre de 1883, sobre la división del antiguo Departamento de Rancagua, junto con la creación de la provincia de O'Higgins.
El 30 de diciembre de 1927, con el DFL 8582, es incorporado a la Provincia de Santiago. Así, el artículo 1° del DFL 8582 señala: 
"Artículo 1.o Divídese el país en las siguientes provincias, departamentos y territorios: "
- PROVINCIA DE SANTIAGO.- Capital Santiago.- Departamentos: Santiago, Melipilla y Maipo;

"Art. 2.o Los departamentos tendrán por límites los fijados por el decreto-ley número 354, de 17 de marzo de 1925, y sus actuales cabeceras, con las modificaciones siguientes, además de las arriba indicadas:"
"El departamento de Maipo estará formado por el territorio del actual departamento de este nombre, a excepción del distrito 3.o El Monte de la antigua subdelegación 5.a Valdivia de Paine. Su cabecera es la Villa de Buin; "
De acuerdo al artículo 2°, se segrega el Distrito 3.° de la subdelegación 5.ª, Valdivia de Paine del Departamento de Maipo que pasa a integrar el nuevo Departamento de Santiago:
- El departamento de Santiago estará formado por el territorio de los actuales departamentos de Santiago y La Victoria, por la parte de la antigua subdelegación 6.a Montenegro, del actual departamento de Los Andes, que queda al sur de la línea de cumbres que limita por el Sur la hoya del río Aconcagua; por la subdelegación 4.a Curacaví, del departamento de Melipilla, por la parte de la antigua subdelegación 5.a Lepe, del mismo departamento, que queda al sur de la línea de cumbres entre el cerro de Roble Alto y el cerro de Las Cardas, pasando por el Alto de Carén, el cerro de Los Morros y el paso de Los Padrones, sobre el estero Puangue, y por el distrito 3.o El Monte, de la antigua subdelegación 5.a Valdivia de Paine, del antiguo departamento de Maipo. Su capital es la ciudad de Santiago.

Con el DFL 8583, se divide el Departamento en comunas-subdelegaciones de acuerdo a los límites establecidos en este decreto con fuerza de ley. 
Cuando se restablece la Provincia de O'Higgins, el Departamento de Maipo permanece en la Provincia de Santiago.

## Límites
El Departamento de Maipo limitaba:
- al norte con el Departamento de La Victoria.
- al oeste con el Departamento de Melipilla.
- al sur con el Departamento de Rancagua y Departamento de Cachapoal.
- Al este con la Cordillera de Los Andes y el Departamento de La Victoria.

Desde 1928 el Departamento de Melipilla limitaba:
- al norte con el Departamento de Santiago, luego del Departamento de San Bernardo y Departamento de Puente Alto
- al oeste con el Departamento de Melipilla.
- al sur con el Departamento de Rancagua y Departamento de Cachapoal.
- Al este con la Cordillera de Los Andes y el Departamento de Santiago (Chile) y luego el Departamento de Puente Alto.

## Administración
La Ilustre Municipalidad de Buin se encargaba de la administración local del departamento, con sede en Buin, en donde se encontraba la Gobernación Departamental.

Con el Decreto de Creación de Municipalidades del 22 de diciembre de 1891, se crea las siguientes municipalidades, con su sede y cuyo territorio es la subdelegación detallada a continuación:
| Municipalidad Sede             | Subdelegaciones  |
| ------------------------------ | ---------------- |
| Buin                           | 1a, Buin         |
| Buin                           | 3a, Linderos     |
| Buin                           | 11a, Pirque      |
| Buin                           | 12a, Santa Rita  |
| Maipo                          | 2a, Maipo        |
| Maipo                          | 4a, Viluco       |
| Valdivia de Paine              | 5a, Valdivia     |
| Valdivia de Paine              | 6a, Aculeo       |
| Estación de Hospital† Hospital | 7a, Hospital     |
| Estación de Hospital† Hospital | 8a, Paine        |
| Estación de Hospital† Hospital | 9a, El Escorial  |
| Estación de Hospital† Hospital | 10a, El Tránsito |

Posteriormente, en la misma década, se crean las Municipalidades de Pirque y Santa Rosa. 
| Municipalidad Sede | Subdelegaciones |
| ------------------ | --------------- |
| Buin               | 1a, Buin        |
| Buin               | 3a, Linderos    |
| Pirque             | 11a, Pirque     |
| Santa Rita         | 12a, Santa Rita |

Posteriormente se crea la Municipalidad de Paine
| Municipalidad Sede            | Subdelegaciones  |
| ----------------------------- | ---------------- |
| Valdivia de Paine             | 5a, Valdivia     |
| Estación de Hospital Hospital | 6a, Aculeo       |
| Estación de Hospital Hospital | 7a, Hospital     |
| Paine                         | 8a, Paine        |
| Paine                         | 9a, El Escorial  |
| Paine                         | 10a, El Tránsito |

En 1927 con el DFL 8582 se modifica la composición del departamento, y con el DFL 8583 se definen las nuevas comunas-subdelegaciones, que entran en vigor el año 1928. Al restituirse nuevamente la Provincia de O'Higgins, el departamento permanece definitivamente en la Provincia de Santiago.
 † En Decreto de Creación de Municipalidades aparece Linderos, sin embargo, en otros documentos se menciona como Municipalidad de Estación de Hospital. Linderos era la subdelgación 3a, y dependía de la Municipalidad de Buin. 

## Subdelegaciones
Las subdelegaciones, cuyos límites asigna el decreto del 2 de noviembre de 1885, son las siguientes:
- 1a, Buin
- 2a, Maipo
- 3a, Linderos
- 4a, Viluco
- 5a, Valdivia (Valdivia de Paine)
- 6a, Aculeo
- 7a, Hospital
- 8a, Paine
- 9a, El Escorial
- 10a, El Tránsito
- 11a, Pirque
- 12a, Santa Rita

Entre paréntesis nombre usado por el DFL 8583.

## Comunas y Subdelegaciones (1927)
De acuerdo al DFL 8583 del 30 de diciembre de 1927, en el Departamento de Melipilla se crean las comunas y subdelegaciones con los siguientes territorios:
- Buin.- Comprende las antiguas subdelegaciones: 1.a, Buin; 2.a, Maipo; 3.a, Linderos; 4.a, Viluco, y 12.a, Santa Rita, y los distritos 1.°, Valdivia, y 2.°, Jélvez, de la antigua subdelegación 5.a, Valdivia de Paine.
- Paine.- Comprende las antiguas subdelegaciones: 6.a, Aculeo; 7.a, Hospital; 8.a, Paine; 9.a, Escorial, y 10.a, Tránsito.
- Pirque.- Comprende la antigua subdelegación 11.a, Pirque.

Así, se suprimen la Comuna de Estación de Hospital, que pasa a integrar la comuna-subdelegación de Paine; y las Comunas de Maipo y Santa Rita, que pasan a integrar la comuna-subdelegación de Buin.
El 22 de mayo de 1929 por D.F.L 2335 se anexa la Comuna-subdelegación de Pirque del Departamento de Maipo al Departamento de Santiago.